# Gaston Gravier
Gaston Gravier, né le 21 août 1886 à Liffol-le-Grand dans les Vosges et mort pour la France à Ablain-Saint-Nazaire dans le département du Pas-de-Calais le 10 juin 1915, est un géographe français du XXe siècle spécialiste de la Serbie. Son nom est inscrit au Panthéon dans la liste des 560 écrivains morts pour la France.

## Biographie
Marie René Gaston Gravier, né le 21 août 1886, au domicile des parents de sa mère, à Liffol-le-Grand, est le fils de Jules Joseph Gravier (1863-1943), instituteur public à Saint-Ouen-lès-Parey et de Joséphine Demay (1862-1946).
Il a son père comme instituteur jusqu'à son entrée au collège de Neufchâteau en 1897 et passe au lycée de Nancy l'année scolaire 1904-1905. En 1906, il obtient une bourse pour poursuivre des études d'histoire à l'université de Lille où il obtient une licence ès lettres. Il a pour professeur Albert Demangeon, qui deviendra son ami et biographe,. Il y apprend la langue russe et accepte pour les vacances un préceptorat à Kharkov. En 1908, il prépare un diplôme d'études supérieures sur la Plaine Lorraine,. Ayant échoué à l'agrégation, il se tourne délibérément vers les pays slaves et accepte, en 1909, un poste de lecteur de français à l'université de Belgrade en Serbie.
Élève de Jovan Cvijić et Émile Haumant, il prépare un doctorat ès lettres à la Sorbonne, sa thèse intitulée Les Frontières historiques de la Serbie est presque terminée lorsque la Première Guerre mondiale éclate. De 1911 à 1913, il publie plusieurs articles sur la Bosnie-Herzégovine, l'Albanie et la Serbie dans La Revue de Paris et les Annales de géographie.
En 1911, il fonde avec l'appui de l'ambassadeur de France à Belgrade, la Société littéraire française, avec pour président Jovan Žujović, président de l'Académie Royale de Serbie, ancien ministre.
Lors de la Première guerre balkanique qui oppose la Ligue balkanique, dont fait partie la Serbie, à l'Empire ottoman (octobre 1912-mai 1913), il est correspondant de guerre du Figaro auprès du quartier-général serbe,.
Il épouse Claire Derulle (1894-1988) le 22 août 1913 à Croix, commune voisine de Lille. Leur fils Jean-François Gravier nait en avril 1915 et ne connaitra pas son père. Comme lui, il sera professeur de géographie et enseignera à Belgrade.
A la mobilisation, il revient en France pour être incorporé au 279e régiment d'infanterie à Neufchâteau. Lors de la bataille de l'Artois, le sergent Gaston Gravier est tué près de la sucrerie de Souchez, à Ablain-Saint-Nazaire, le 10 juin 1915.
La citation dont il a été l'objet en précise les circonstances : « Après avoir réussi à occuper une position dont l'ennemi venait d'être chassé, s’est maintenu sous un bombardement des plus violents, tout en organisant la position, jusqu’au moment où un obus de gros calibre bouleversait la tranchée et l'ensevelissait avec plusieurs hommes de sa section ».

## Distinctions
- 1919 : Prix Drouyn de Lhuys de l'Académie des Sciences morales et politiques, pour Les Frontières historiques de la Serbie[17],[18]

## Hommages
- Le ministre serbe en France, Milenko Vesnić écrit pour le Figaro du 6 juillet 1915 : « Après vos touchantes lignes sur Radonlovitch, le Figaro devra enregistrer un deuil dans sa propre maison. Le sergent Gravier est tombé en héros, et sa mort glorieuse retentira en Serbie, plus qu'en France encore, parce que nous avons eu occasion de mieux le connaître, de l'apprécier et de l'affectionner. Il était devenu l'un des nôtres dans toute la beauté du terme, sans avoir cessé un seul moment d'être le plus noble Français que j'aie jamais rencontré. Tous mes compatriotes ont été conquis par son esprit charmant et loyal, et sa disparition prématurée nous arracherait un cri de douleur, si ce n'était au champ d'honneur qu'il est tombé… Vous l'aviez d'ailleurs vu à l'œuvre. Et vous savez que je suis un fidèle interprète des sentiments de tous les Serbes, quand je vous assure que notre deuil égale - s'il ne le surpasse - le vôtre, et qu'à cet exquis et vaillant Français, tous, universitaires, écrivains, soldats, peuple, nous conserverons notre pieux souvenir. Dans la lutte et au jour de la victoire, ce souvenir demeurera vivant »[19].
- Le nom de Gaston Gravier est inscrit au Panthéon dans la liste des 560 écrivains morts pour la France[20].
- Son nom figure sur les plaques commémoratives 1914-1918 du lycée Poincaré à Nancy, du lycée Faidherbe à Lille, sur le monument aux morts de Saint-Ouen-lès-Parey et au Mémorial international Notre-Dame-de-Lorette[21].
- En 1930, l'Université de Belgrade commémore Gaston Gravier parmi les étudiants et professeurs victimes de la guerre et une rue de Belgrade est nommée en son hommage[22].